# Melecosa alpina
Melecosa alpina is een spinnensoort uit de familie van de wolfspinnen (Lycosidae). De wetenschappelijke naam van de soort werd voor het eerst geldig gepubliceerd in 2004 door Yuri M. Marusik, Azarkina & Koponen als Sibirocosa alpina.

## Voorkomen
De soort is aangetroffen in de Tiensjan van het Alajgebergte tot Ürümqi.

## Synoniemen
- Sibirocosa alpina Marusik, Azarkina & Koponen, 2004[2]